# Природнича історія (Пліній)
«Природнича історія» (лат. Naturalis historia, Historia naturalis чи Naturae Historiae) — латинська енциклопедія природних і штучних предметів і явищ. Складена приблизно в 77 році н. е. Плінієм Старшим. Присвячена римському імператору Титу. Послужила прообразом всіх наступних європейських енциклопедій в плані обсягу, цитування авторів тих чи інших тверджень і наявності покажчика змісту. Єдина робота Плінія, що збереглася, і чи не найдовший текст латинською мовою античного періоду.

## Опис
«Природнича історія» присвячена Титові. Оскільки Пліній у вступі називає його шестиразовим консулом, то твір датований 77 або 78 роком (згодом Тит був консулом ще двічі). Спочатку «Природнича історія» налічувала 36 книг. Сучасні 37 книг з'явилися пізніше, за різними версіями, через поділ книги XVIII на дві частини або через додавання змісту і переліку джерел як окремої книги I. Пліній представив публіці роботу про метання дротика і біографію Помпонія в 62-66 роках, і водночас почав писати історію германських воєн. Трактати про риторику і граматику автор завершив у 67-68 роках, а «Історію після Ауфідія Басса» — між 70 і 76 роками.

## Зміст
- Вступ.
- Книга I. Зміст і джерела.
- Книга II. Всесвіт і космос.
- Книга III. Географія (від Іспанії до Мезії).
- Книга IV. Географія (Балкани, частина чорноморського узбережжя, Сарматія, Скіфія, острови Балтійського і Північного морів).
- Книга V. Географія (Африка і Близький Схід).
- Книга VI. Географія (Кавказ, Азія).
- Книга VII. Людина.
- Книга VIII. Сухопутні тварини.
- Книга IX. Риби та інші мешканці моря.
- Книга X. Птахи.
- Книга XI. Комахи.
- Книга XII. Дерева.
- Книга XIII. Екзотичні дерева.
- Книга XIV. Фруктові дерева.
- Книга XV. Фруктові дерева.
- Книга XVI. Лісові дерева.
- Книга XVII. Окультурені дерева.
- Книга XVIII. Зернові культури.
- Книга XIX. Льон та інші рослини.
- Книга XX. Ліки з садових рослин.
- Книга XXI. Квіти.
- Книга XXII. Властивості рослин і фруктів.
- Книга XXIII. Ліки з окультурених дерев.
- Книга XXIV. Ліки з лісових дерев.
- Книга XXV. Дикі рослини.
- Книга XXVI. Ліки з інших рослин.
- Книга XXVII. Інші рослини та ліки з них.
- Книга XXVIII. Ліки з тварин.
- Книга XXIX. Ліки з тварин.
- Книга XXX. Ліки з тварин.
- Книга XXXI. Ліки з морських рослин.
- Книга XXXII. Ліки з морських тварин.
- Книга XXXIII. Метали.
- Книга XXXIV. Метали.
- Книга XXXV. Фарби, кольори, картини.
- Книга XXXVI. Камені, скульптури.
- Книга XXXVII. Дорогоцінні камені і вироби з них.

## Особливості
Сам Пліній характеризував свою роботу як «ἐγκύκλιος παιδεία» ([енкюкліос пайдейя] — «кругове (всебічне) навчання»; звідси — слово «енциклопедія»). Передбачалося, що «кругове навчання» передує спеціальному, поглибленому вивченню окремих питань. Зокрема, саме так розумів цей вираз Квінтиліан. Втім, Пліній надавав цьому грецькому вислову нового значення: самі греки ніколи не займалися створенням єдиного твору, що охоплює всі галузі знання, хоча саме грецькі софісти вперше цілеспрямовано передавали своїм учням знання, які могли стати у нагоді в повсякденному житті. Пліній був переконаний, що подібну працю в змозі написати лише римлянин.
Першим зразком типово римського жанру компендіуму всіх відомих знань іноді вважають повчання Катона Старшого синові, але частіше — «Disciplinae» Марка Теренція Варрона, одне з найважливіших джерел для Плінія. Серед інших важливих попередників «Природничої історії» називають Artes Авла Корнелія Цельса. Пліній не приховує, що в Римі були спроби створити такий твір. Втім, «Природнича історія», на відміну від попередників, була не просто збіркою різних відомостей, а охоплювала всі основні галузі знань і зосереджувалася на їх практичному застосуванні.
Незрозуміло, на яку аудиторію розраховував Пліній, починаючи свою головну працю. Його власні слова у вступі, буцімто «Природнича історія» призначена для ремісників і сільських господарів, часом приймають на віру, але нерідко відкидають як нещирі. Наприклад, Б. А. Старостін вважає, що цільова аудиторія автора — римські воєначальники. На думку дослідника, насправді «в центрі його [Плінія] уваги стояли питання забезпечення провізією і взагалі життєзабезпечення військ». Хоч би що там було, але метою всього твору була спроба пов'язати поточний стан античної науки з практикою, зокрема, з сільським господарством, торгівлею, гірничою справою. Нині звертають увагу на важливість для автора встановлення зв'язків між людиною і природою.
Твір Плінія нерідко оцінювали як нагромадження фактів, відібраних довільним чином. Подібна оцінка була найбільш характерною для XIX — початку XX століття (див. нижче). Проте нині визнано, що «Природнича історія» вирізняється чіткою послідовністю викладу. Так, автор розділяє тварин за середовищем проживання (книга 8 присвячена тваринам, які живуть на землі, 9 — у морі, 10 — у повітрі), а в кожній з цих книг виклад починається з великих тварин (слони, кити) і завершується малими. Друга половина книги XI присвячена анатомічним питанням, що підводить підсумок книг про тваринний світ. У книгах про географію автор починає розповідь з заходу, а потім по колу описує всі відомі землі. Мінерали описує за ступенем коштовності, починаючи з золота. В історії мистецтва автор вдається, крім іншого, і до хронологічної систематизації. Не випадковий і початок оповіді з книги про космологію, оскільки Пліній вибудовував матеріал від загального до часткового, а античні автори оцінювали небо як основну частину Всесвіту. Після розгляду астрономічних питань автор звертається до опису метеорології, геології, переходячи до власне географії Землі. Потім Пліній переходить до мешканців планети, після чого розповідає про рослини, сільське господарство і фармакологію, а завершує свою працю розповіддю про мінерали і метали, які видобувають під землею. Таким чином, римський автор послідовно описує природу згори донизу. Крім того, в тематиці всіх 36 основних книг є симетрія:
- 2-6: 5 книг про неживу матерію;
- 7-11: 5 книг про тварин (включаючи людину);
- 12-19: 8 книг про рослини;
- 20-27: 8 книг про рослини;
- 28-32: 5 книг про тварин;
- 33-37: 5 книг про неживу матерію.

У розташуванні матеріалу в кожній книзі існують і свої закономірності поряд зі згаданим рухом від загального до окремого. Зазвичай Пліній, повідомляючи який-небудь факт, доповнює його історичним екскурсом, парадоксальним свідченням або міркуванням про моральний бік явища, щоб сформувати цілісне уявлення про нього. З допомогою повідомлень про унікальні явища та особливості явищ Пліній окреслює межі самого явища.
У творі зустрічаються помилки: іноді Пліній неправильно інтерпретує своє джерело, іноді некоректно підбирає латинський аналог для грецького слова. Всі помилки попередників він копіює внаслідок кабінетного характеру роботи (наприклад, твердження, ніби відстань від Сонця до Місяця в 19 разів більша, ніж відстань від Землі до Місяця, а також поширене в античності уявлення про рух планет по складних траєкторіях в рамках теорії гомоцентричних сфер). Іноді при описі одних і тих самих явищ в різних частинах твору Пліній суперечить сам собі; втім, подібні епізоди можуть бути риторичними прийомами. Нарешті, у Плінія зустрічаються відомості про людей з собачими головами та інші небилиці. Особливо багато небилиць Пліній наводить у книгах VII (насамперед, параграфи 9-32 про незвичайних людей і істот, 34-36 про жінок, від яких народжувалися звірі та інші істоти, 73-76 про карликів і гігантів) і VIII (параграфи 37, 80 і 153). Крім того, напевно вигаданими вважають описи у IX, 2; XI, 272; XVI, 132; XVII, 241 і 244, а також XVIII, 166. Втім, фантастичні відомості по-іншому сприймалися в епоху Плінія (див. нижче).
Пліній скрупульозно підраховує, скільки він повідомив читачеві одиничних фактів, історичних екскурсів і загальних суджень у кожній книзі; загалом він зібрав 20 тисяч фактів, що заслуговують на розгляд.

## Джерела твору

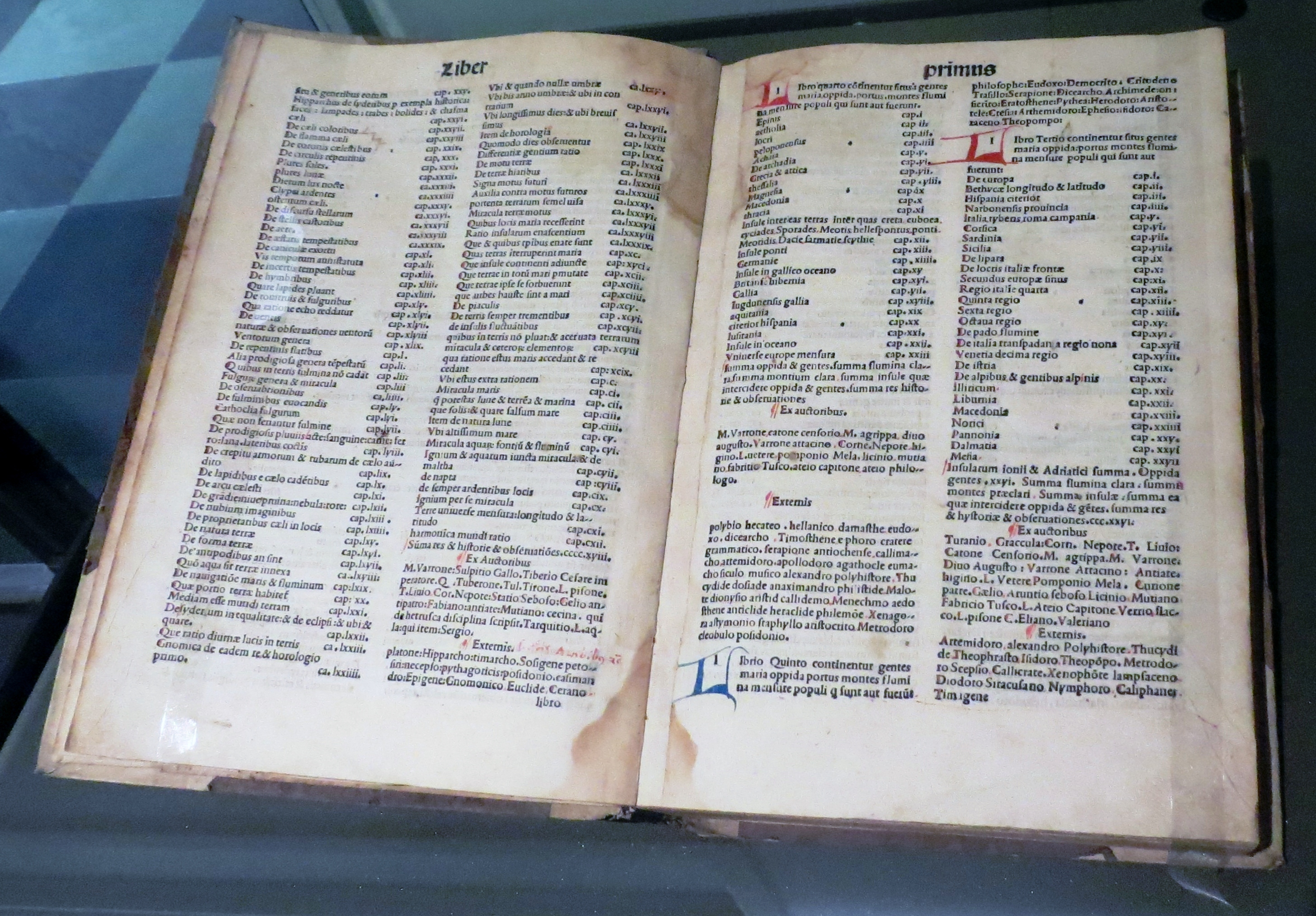
Венеціанське видання «Природничої історії» 1499 року. Видно зміст та перелік джерел для кожної книги

## Рукописи. Перші видання. Наукове вивчення

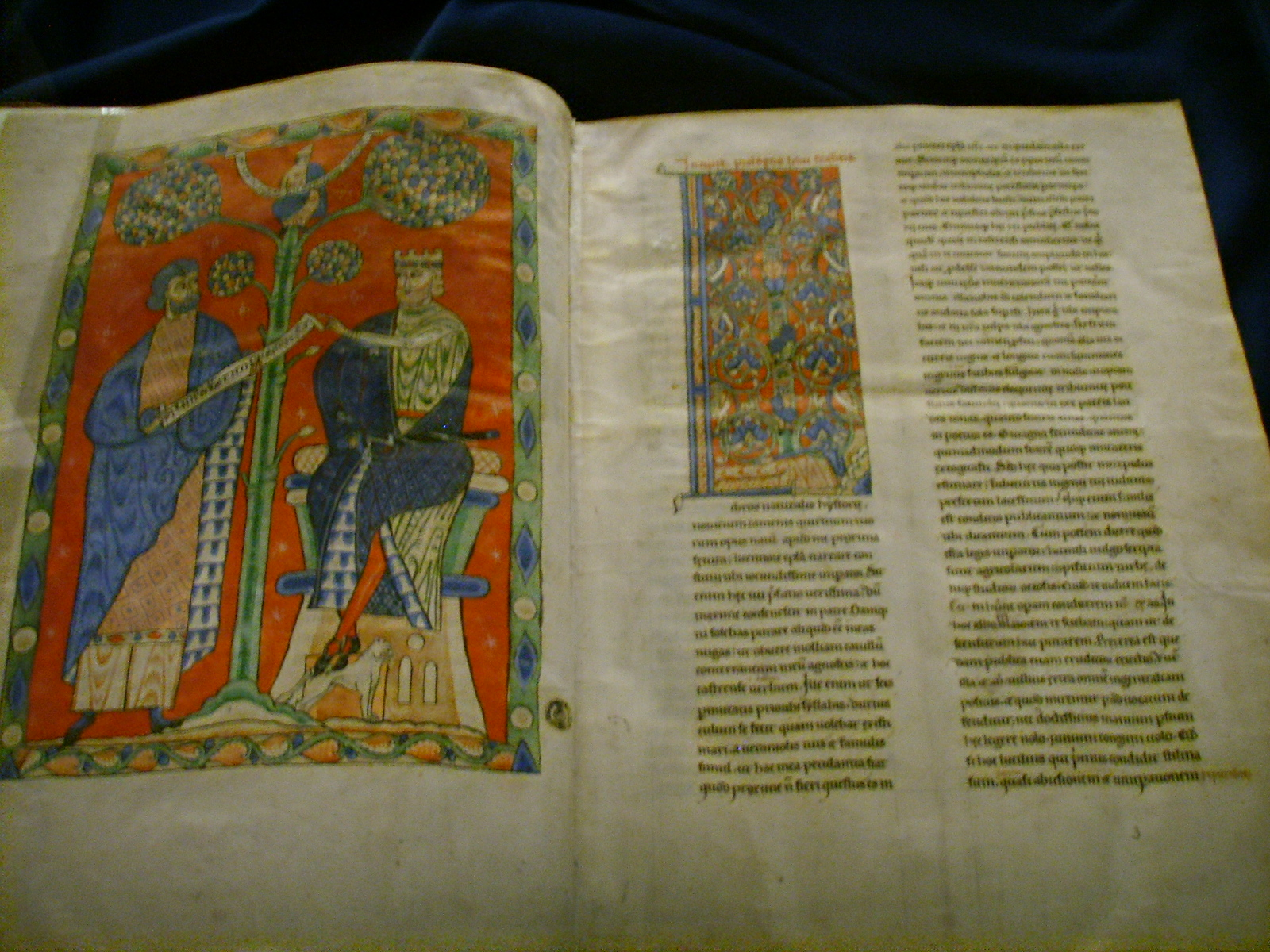
Сторінка з рукопису «Природничої історії» XIII століття